# Katapleksija
Katapleksija je bolezen v sklopu narkolepsije, pri kateri človek v trenutku ohromi in se lahko celo zgrudi, njegov um pa ostane buden. Največkrat so napadi blažji; oseba izpusti predmete iz rok, se usede, preneha hoditi, lahko celo izgubi nadzor nad sfinktri, kar privede do uhajanja blata ali vode. Pri hujših napadih pa lahko pride do popolne ohromelosti (paralize) vseh mišic razen dihalnih. Oseba na ven izgleda kot mrtva, saj je popolnoma negibna, poleg tega pa se lahko še zelo upočasnijo življenjske funkcije kot so bitje srca, dihanje, zniža se krvni tlak itd. Večina napadov traja manj kot minuto, po tem se oseba zbudi in spet normalno funkcionira. Pri podaljšanih napadih se lahko pojavijo tudi halucinacije. Zelo redko lahko pride do stalne katapleksije - status cataplecticus. Napadi se lahko ponavljajo tudi večkrat na dan, sprožijo pa jih lahko stresne situacije kot so vznemirjenje, čustva ali telesna aktivnost, ali pa se pojavijo kar naenkrat. V 60 % primerov se pojavljajo tudi paralize v spanju. To so kratke epizode ohromelosti preden oseba zaspi ali ko se zbudi, ki trajajo približno 10 min. 